# Jaroslav Krombholc
Jaroslav Krombholc est un chef d'orchestre tchécoslovaque né et mort à Prague (30 janvier 1918 - 16 juillet 1983).

## Biographie
Il est né d'une famille de musiciens. Après des études à Mělník où il apprit l'allemand et le français, il entra au Conservatoire de Prague où il étudia la direction et la composition de 1937 à 1940 et de 1940 à 1942, il compléta sa formation de chef d'orchestre auprès de Václav Talich. Ensuite, il fut directeur d'opéra à Ostrava puis au théâtre Smetana jusqu'en 1975. 

Il dirigea comme chef de nombreux opéras surtout de compositeurs tchèques. Il fut également pianiste et composa quelques œuvres.